# 김성재 (1990년)
김성재(한국 한자: 金性載, 1990년 7월 22일 ~ )는 대한민국의 전 축구 선수이며, 포지션은 미드필더였다.